# Krzywki-Bratki
Krzywki-Bratki – wieś w Polsce położona w województwie mazowieckim, w powiecie żuromińskim, w gminie Kuczbork-Osada. Ma status sołectwa.
Wierni Kościoła rzymskokatolickiego należą do parafii św. Bartłomieja w Kuczborku-Osadzie.
W latach 1954–1957 wieś należała i była siedzibą władz gromady Krzywki-Bratki, po jej zniesieniu w gromadzie Kuczbork-Osada. W latach 1975–1998 miejscowość administracyjnie należała do województwa ciechanowskiego.